# Х-23
Х-66 і Х-23 (за кодифікацією НАТО — AS-7 Kerry) — радянські тактичні керовані ракети класу «повітря-поверхня» дальністю близько 10 км розробки КБ заводу № 455 в Калінінграді (пізніше ОКБ «Зірка»). Призначалися знищення невеликих наземних і морських об'єктів.

## Історія

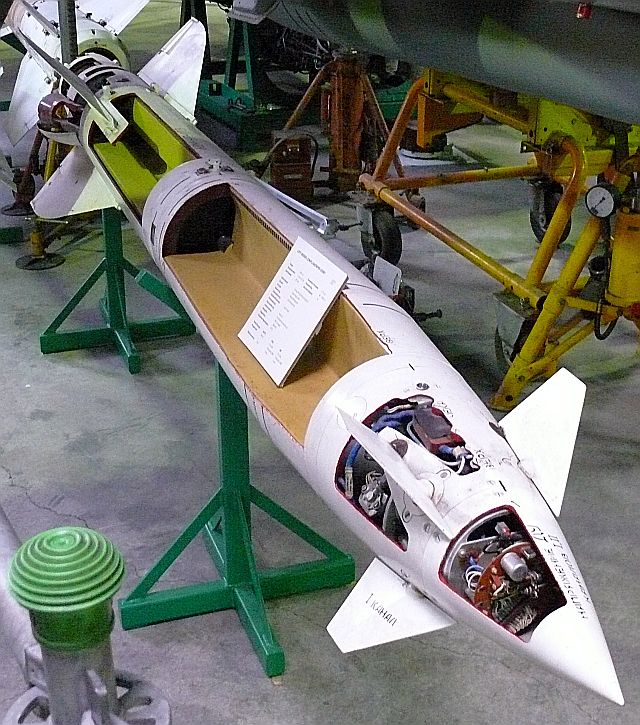
Розрізний макет Х-23.

У 1963 році були проведені випробування щодо застосування ракет РС-2УС класу " повітря-повітря " по наземним цілям. Такий варіант застосування був визнаний можливим, але недоцільним через малу точність ракети і слабку бойову частину. У 1965 році В'єтнам, встигнувши переконатися в ефективності американської ракети AGM-12 «Булл-пап» у В'єтнамській війні, що розгорілася, запросив Радянський уряд про можливість постачання ракет класу " повітря-земля ". У відповідь на цей запит ОКБ Мікояна спільно з Державним науково-дослідним інститутом авіаційних систем розробили технічні пропозиції щодо розробки такої ракети. Пройшовши схвалення на колегії Міністерства авіаційної промисловості (МАП), технічні пропозиції були передані в ОКБ-134 (з 1966 року — МКБ «Вимпел») та на завод № 455 (з 1966 року — «Калінінградський машинобудівний завод»).
ОКБ-134 розробляла ракету під позначенням Х-23 керовану льотчиком за допомогою радіокомандної системи наведення. Проте, виконати вимоги щодо інтеграції системи наведення в існуючі типи літаків ОКБ-134 не вдавалося, термін виконання проекту затягувався. Навесні 1966 року ВПС СРСР прийняли пропозицію заводу № 455 про розробку ракети на основі відпрацьованого принципу наведення по променю літакової РЛС і з використанням вузлів, що вже випускаються заводом, серійних ракет РС-2УС і Р-8, включаючи двигун, апаратуру наведення та елементи корпусів, що базувалося на експерименті із застосуванням РС-2УС по наземним цілям з літака МіГ-19ПМ. Основною вимогою до ракети було розміщення потужної 100-кілограмової бойової частини.
12 березня 1966 року для розробки КД ракети, що отримала позначення Х-66, на заводі № 455 наказом № 100 МАП із серійного відділу, що супроводжував на виробництві ракети РС-2УС і Р-8, було створено дослідно-конструкторське бюро (ОКБ). Керівником нового ОКБ був призначений Юрій Миколайович Корольов. Двигун Х-66 запозичувався у Р-8, при цьому він оснащувався двосопловим блоком, як у ракети РС-2УС, що виводив витікаючі гази з боків корпусу (оскільки в хвостовому відсіку розміщувалася приймальна апаратура та антена радіокомандної системи наведення). З ракети РС-2УС була взята система наведення по спрямованому радіопроменю літакового прицілу радіолокації РП-21 і вузол підвіски.
Літні випробування Х-66 були проведені в період з 1967 по 1968 рік і закінчилися прийняттям її на озброєння згідно з наказом міністра оборони № 0075 від 20 червня 1968 року.

### Х-23
МКБ «Вимпел» зосередилося на розробці ракет «повітря-повітря», передавши напрацьований заділ по ракеті Х-23 з більш досконалою пропорційною радіокомандною системою наведення в ОКБ «Зірка». Розробка в Калінінградському КБ нової ракети, що прийняла індекс Х-23, була розпочата ще до завершення випробувань Х-66. До заводських льотних випробувань ці ракети були підготовлені наприкінці 1967 року.
Зібрані десять ракет Х-23 («виріб 68») випробовувалися з кінця 1967 по кінець 1969. На цих випробуваннях було виявлено вплив продуктів горіння трассера на приймач радіокомандної системи, також розміщений у хвостовій секції, що вимагало доопрацювання ракет.
Державні випробування (ГІ) ракети Х-23 у складі озброєння літаків МіГ-23 та МіГ-23Б були розпочаті 20 березня 1970 року. До 3 жовтня 1973 року, на момент завершення ГІ, було виконано велику кількість пробних пусків. В 1974 Х-23 була прийнята на озброєння.

## Модифікації

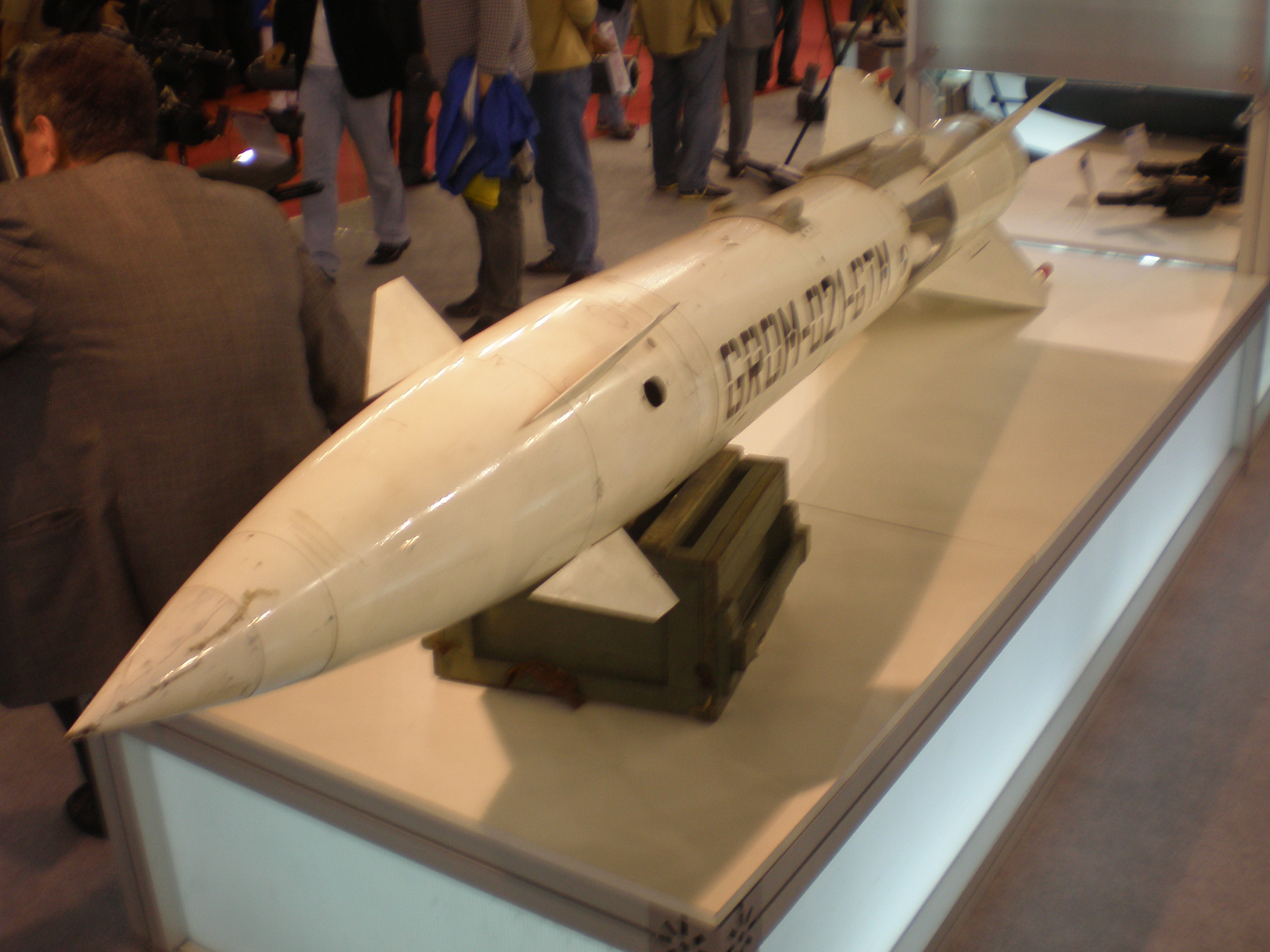
Сербська ракета «Гром», заснована на Х-23

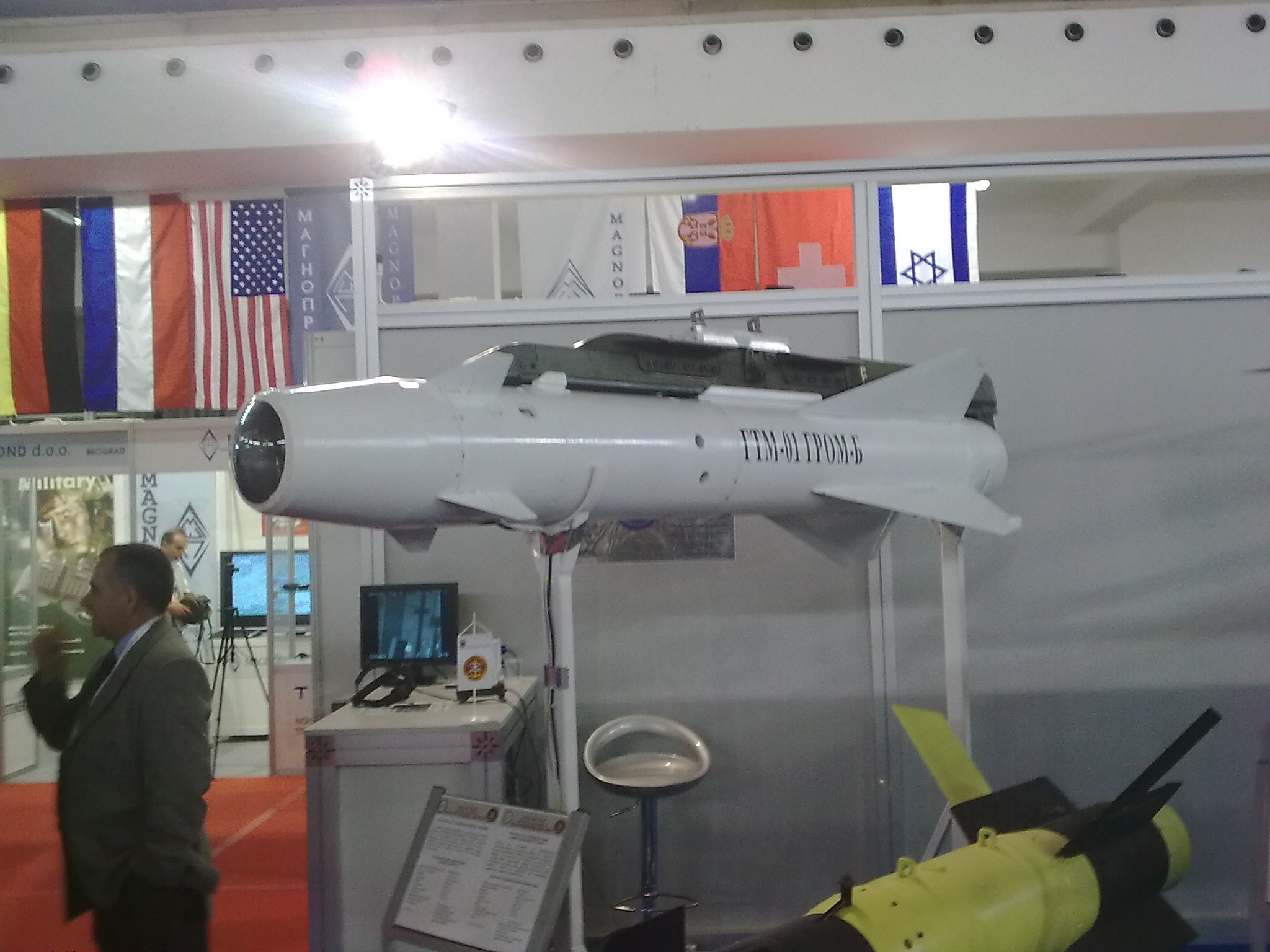
Сербський «Гром-Б» з ТВ ДСП на виставці Partner 2009

## Тактико-технічні характеристики
- Маса: 289 кг
- Бойова частина: ОФ/кумулятивна
  - Маса БЛ: 111 кг
- Система наведення: радіокомандна
- Дальність: 10 км
- Швидкість ракети: 800 м/с

## Складається на озброєнні
- СРСР
- Болгарія[8]
- Індія
- Ірак
- Польща
- Румунія (А921)
- Сербія (Гром)